# Flugplatz Mindelheim-Mattsies

i7
i11
i13
Der Flugplatz Mindelheim-Mattsies (ICAO-Code: EDMN) ist ein Sonderlandeplatz der GROB Aircraft SE und liegt 6,4 km (Luftlinie) nordöstlich der Stadt Mindelheim im Flossachtal – nordwestlich der Gemarkung von Mattsies, einem Teilort der Gemeinde Tussenhausen im Landkreis Unterallgäu.

## Werksflugplatz der GROB Aircraft SE
Zugelassen sind Flugzeuge – Motorsegler und Segelflugzeuge – bis 5700 kg. 

## Zwischenfälle
Am 29. November 2006 stürzte ein in Mattsies gestarteter Prototyp einer Grob G180 SPn (Luftfahrzeugkennzeichen D-CGSP) aufgrund eines ins Flattern gekommenen Höhenleitwerks ab. Dabei kam der Pilot Gérard Guillaumaud ums Leben.